# Valeriana coarctata
Valeriana coarctata är en kaprifolväxtart som beskrevs av Hipólito Ruiz López och Pav. Valeriana coarctata ingår i släktet vänderötter, och familjen kaprifolväxter. Inga underarter finns listade i Catalogue of Life.